# غوزني تبة بالا
غوزني تبة بالا (بالفارسية: گوزنی‌تپه بالا) هي قرية تقع في غلستان في إيران. يقدر عدد سكانها بـ 106 نسمة .